# Tabou(s)
Pour les articles homonymes, voir Tabou (homonymie) et Tabous.
Pour plus de détails, voir Fiche technique et Distribution.
Tabou(s) (Towelhead), également intitulé La Petite Arabe au Québec ou encore Pureté volée, est un film écrit et réalisé par Alan Ball, sorti en 2007. Cette comédie d'humour noir est adaptée du roman Towelhead d'Alicia Ecrian.
Il a été présenté pour la première fois au Festival international du film de Toronto sous le titre Nothing is Private. Le film, comme le livre, aborde les sujets de l'éveil à la sexualité  et des rapports inter ethniques complexes dans une Amérique engagée dans la guerre du Golfe.

## Synopsis
Une adolescente en plein éveil sexuel produit un effet certain sur les hommes, en particulier sur son nouveau voisin de l'âge de son père. Embarrassée par son corps dont les réactions lui échappent, elle se retrouve malgré elle au cœur des fantasmes sexuels des hommes qui l'entourent...

## Fiche technique
- Titre : Tabou(s)
- Titre québécois : La Petite Arabe
- Autre titre français : Pureté volée
- Titre original : Towelhead
- Autre titre anglais : Nothing Is Private
- Réalisation : Alan Ball
- Scénario : Alan Ball, d'après le roman de Alicia Erian
- Direction artistique : James Chinlund (en) (supervision) ; Alexander Wei
- Musique : Thomas Newman
- Décors : Fainche MacCarthy
- Costumes : Danny Glicker (en)
- Photographie : Newton Thomas Sigel
- Montage : Andy Keir
- Production : Alan Ball et Ted Hope (en)
- Sociétés de production : Indian Paintbrush, This Is That Productions, Your Face Goes Here Entertainment
- Société de distribution : Warner Independent Pictures (USA), TFM Distribution (France)
- Pays d'origine :  États-Unis
- Langue originale : anglais
- Format : couleur - DV / 35 mm (Panavision) - 2,35:1 - son DTS / Dolby Digital / SDDS
- Genre : comédie noire
- Durée : 124 min.
- Dates de sortie : 
  - États-Unis : 12 septembre 2008 (sortie limitée), 26 septembre 2008 (sortie nationale)
  - Belgique : 29 juillet 2009
- Classification : États-Unis : R - France : Interdit aux moins de 16 ans[1]

## Distribution
- Summer Bishil (VQ : Sarah-Jeanne Labrosse) : Jasira Maroun
- Chris Messina (VQ : Antoine Durand) : Barry
- Maria Bello (VQ : Anne Bédard) : Gail Monahan
- Peter MacDissi : Rifat Maroun
- Gemmenne de la Peña (VQ : Romy Kraushaar-Hébert) : Denise
- Robert Baker : Mr. Joffrey
- Aaron Eckhart (VQ : Daniel Picard) : Mr. Vuoso
- Toni Collette (VQ : Violette Chauveau) : Melina Hines
- Peter MacDissi (VQ : Marc-André Bélanger) : Rifat Maroun
- Matt Letscher (VQ : Frédéric Paquet) : Gil Hines
- Chase Ellison (VQ : Léo Caron) : Zack Vuoso
- Carrie Preston (VQ : Hélène Mondoux) : Mme Vuoso
- Eugene Jones : Thomas Bradley
- Lynn Collins : Thena
- Shari Headley : Mme Bradley

Source et légende : Version québécoise (VQ) sur Doublage QC

## Sorties DVD
- États-Unis : 30 décembre 2008
- France : 17 novembre 2010